# Монморанси-Лаваль, Анн Адриен Пьер де
Анн Адриен Пьер де Монморанси-Лаваль, 3-й герцог де Лаваль, 1-й герцог де Сан-Фернандо-Луис, гранд Испании 1-го класса (фр. Anne Adrien Pierre de Montmorency-Laval, Duc de Laval et Duc de San Fernando Luis; 29 октября 1768, Париж — 16 июня 1837, Париж) — французский дипломат и государственный деятель эпохи Реставрации Бурбонов.
Посол Франции в Испании (1814—22), посол Франции при Святом Престоле (1822—28), посол Франции в Австрии (1828—29), посол Франции в Англии (1829—30). 
Кавалер высших орденов: французского ордена Святого Духа (1820) и испанского ордена Золотого Руна (1821).  
Министр иностранных дел Франции (20 дней в 1829 году; от должности отказался). 

## Биография
Родился в 1768 году в Париже и был вторым сыном Александра де Монморанси-Лаваля, 2-го герцога де Лаваля (1747—1817), генерал-лейтенанта (1814) и пэра Франции (1814) и его жены Марии-Луизы де Монморанси-Люксембург (1750—1829). Его отец и мать принадлежали к различным ветвям рода Монморанси. 
Поскольку наследником титулов и владений отца должен был стать старший брат мальчика, его самого первоначально готовили к церковной карьере и принятию сана. Поэтому воспитание мальчика было поручено дяде, Луи-Жозеф де Монморанси-Лавалю, князю-епископу Меца (в дальнейшем — кардиналу).
После обучения под руководством дяди, Адриен был направлен в духовную семинарию при церкви Сен-Сюльпис в Париже; однако его совершенно не привлекала духовная карьера. Когда пришло известие, что его старший брат скончался, Адриена, который ещё не успел принять обеты, срочно отозвали из семинарии и он вступил в полк Эльзасских егерей.
После Французской революции Монморанси-Лаваль, армейский капитан, которому не было ещё и 25 лет, эмигрировал и отправился в Англию. В период жизни в эмиграции посетил Италию, в частности, Рим.
После объявленной Наполеоном амнистии вернулся во Францию, где проживал, как частное лицо. В 1814 году был одним из первых, кто встретил в порту Кале вернувшегося короля Людовика XVIII, который даровал ему титул принца (князя), и с тех пор, вплоть до смерти отца (1817), он был известен, как принц де Монморанси-Лаваль.
В августе 1814 года был назначен послом Франции в Испании, где оставался и в период Ста дней, несмотря на то, что Наполеон не подтверждал его полномочий, поскольку Испания, со своей стороны, не признавала возвращения Наполеона.
Оставался послом в Испании до 1822 года, причём получил от испанского короля орден Золотого Руна и титул герцога Сан-Фернандо-Луиса, который делал его грандом Испании 1-го класса. После ухудшения франко-испанских отношений накануне произошедшей затем войны (1823) был отозван и переведён в Рим, став послом Франции при Святом Престоле. На этой должности вёл активную дипломатическую работу перед и во время конклава, последовавшего за кончиной папы Пия VII, однако, победу на конклаве одержал неугодный Франции кандидат (Лев XII). 
В 1828 году Монморанси-Лаваль был назначен послом в Австрии (в Риме его сменил Шатобриан), но уже в следующем году был переведён на должность посла в Англии. В 1829 году 20 дней занимал должность министра иностранных дел Франции, но в итоге вернулся к обязанностям посла.
Во время революции 1830 года спешно вернулся в Париж. Чтобы встретиться с королём Карлом X, покидавшим город, 60-летний Монморанси-Лаваль переоделся крестьянином и, опираясь на палку, пешком нагнал короля в Рамбуйе. 
После периода растерянности, наступившего за революцией, Монморанси-Лаваль ещё раз посетил Англию, уже без какой-либо официальной должности, где был ласково принят старыми друзьями, и встретился со свергнутым королём Франции во дворце Холируд.
После этого он вернулся во Францию, где проживал как частное лицо.
Скончался в 1837 году в Париже.
Был женат на Бонне Шарлотте Рене Аделаиде де Монморанси-Люксембург, своей родственнице как по линии отца, так и по линии матери. В этом браке родились один сын, Ги Анн Мари Луи Анри де Монморанси-Лаваль (1796—1819), скончавшийся холостым и две дочери, которые пережили отца и вышли замуж за французских аристократов.